# Rhizophlyctis mastigotrichis
Rhizophlyctis mastigotrichis är en svampart som först beskrevs av Nowak., och fick sitt nu gällande namn av A. Fisch. 1892. Rhizophlyctis mastigotrichis ingår i släktet Rhizophlyctis och familjen Spizellomycetaceae.   Inga underarter finns listade i Catalogue of Life.